# Асфау, Берхан
Берхан Асфау (род. 24 августа 1950 года, Эфиопия) — эфиопский палеоантрополог из Службы исследования Рифтовой долины. Известен (совместно с Тимом Уайтом) находкой хорошо сохранившегося скелета ардипитека, а также останков Homo sapiens idaltu (формация Боури в Эфиопии), который считается переходным звеном к человеку современного типа Homo sapiens sapiens.
В 1980 году закончил Аддис-Абебский университет, а в 1989 году — Калифорнийский университет в Беркли.
Иностранный член НАН США (2008).